# Опарин, Виктор Андреевич
Виктор Андреевич Опарин (04.04.1909 — 28.08.1971) — советский военачальник, участник Великой Отечественной войн, генерал-майор танковых войск (1945).

## Биография
Виктор Опарин родился 4 апреля 1909 года в посёлке Новоконстантиновской бумажной фабрики Малмыжского уезда Вятской губернии (ныне Малмыжский район Кировская область) в семье рабочих. Русский.
Член ВКП(б) с 1930 года. 
Окончил 7 классов школы в пос. Константиновка (1924). Работал электромонтером.
Образование. Окончил Владикавказскую Краснознамённую  военную школу (1930), Ленинградские БТ КУКС (1934), Московские АКТУС при ВАММ(1936), ВАК при  Военной академии Генерального штаба РККА имени К. Е. Ворошилова (1941). (1952). Курсы советской партшколы (1927).

### Служба в армии
В Красной Армии добровольно с 1 августа 1927 года.
С 1 августа 1927 года по май 1930 года курсант Владикавказской военно-пехотной школы.
С мая 1930 года - командир взвода 285-го стрелкового полка 95-й стрелковой дивизии 6-го стрелкового корпуса. 
С декабря 193 года - командир учебного взвода. С марта 1932 г. - командир роты пулеметного батальона 285-го стрелкового полка 95-й стрелковой дивизии 6-го стрелкового корпуса.
С марта 1934 года по апрель 1934 года - слушатель Ленинградских бронетанковых курсов усовершенствования комсостава.
С апрель 1934 года - командир роты Т-28 6-й тяжелой танковой бригады.
С сентября 1934 года по январь 1937 года - слушатель Московских Академических курсов танко-технического усовершенствования командного состава.
С января 1937 года - командир учебной танковой роты, с апреля 1938 года - командир разведроты, с июля 1938 года - помощник командира батальона по строевой части 6-й тяжёлой танковой бригады. 
С ноября 1938 года - помощник командира разведбатальона по строевой части, с декабря 1938 года командир разведбатальона 9-й мотоброневой бригады. 
С апреля 1939 года - и.д. командира учебного батальона 9-й мотоброневой бригады. 
С марта 1940 года - командир 206-го разведбатальона 18-й легкотанковой бригады.
В августе 1940 года назначен командиром 37-го отдельного разведывательного батальона 37-й танковой дивизии. С 4 июня 1941 года начальник снабжения 10-й танковой дивизии.

### В Великую Отечественную войну
Начало Великой Отечественной войны встретил в прежней должности. Воевал в должности начальник снабжения 10-й танковой дивизии (майор). Тяжело ранен в августе 1941 году. Награждён орденом Красного Знамени.
С 9 октября 1941 года заместитель командира 133-й танковой бригады. 
С 26 декабря 1941 года начальник АБТО 3-й армии. С 15 февраля 1942 г. заместитель командующего 3-й армии по танковым войскам. 
С 11 января 1943 года командующий БТ и МВ 3-й армии. За умелое руководство танковыми войсками армии награждён орденом Красного Знамени. Отличился в руководстве танковыми войсками при освобождении Бобруйска. Награждён орденом Кутузова 2 степени. Занимал должность до конца войны.

### После войны
С 7 августа 1945 года командующий БТ и МВ Минского военного округа. 
С 5 марта 1946 года ид командующего БТ и МВ 3-й армии. 
С 5 июня 1946 года заместитель командира 4-й гвардейской танковой дивизии. 
С 16 августа 1948 года командующий БТ и МВ 14-й армии (Дальневосточный военный округ).
С 10 ноября 1951 года по 1 ноября 1952 года слушатель Высших академических курсов при Высшей военной академии им. Ворошилова.
С 19 ноября 1952 года советник командира механизированной дивизии ГДР. С 21 сентября 1953  года старший советник командира механизированного отряда при казарменной народной полиции ГДР.
С 19 декабря 1955 года в распоряжении Главного Управления Кадров.
Приказом МО СССР № 0459 от 26 января 1956 года уволен в запас по ст. 59 .
Умер 28 августа 1971 года. Похоронен в Москве.

## Награды
- Орден Ленина (15.11.1950)[5][3],
- Орден Красного Знамени, пять: (05.11.1941)[6], (03.06.1944)[7], (10.04.1945)[8], (00.11.1947)[9], (05.11.1954)[10].
- Орден Кутузова II степени, (23.07.1944)[11],
- Орден Красной Звезды (03.11.1944)[12][13].

- Медаль «За победу над Германией в Великой Отечественной войне 1941-1945 гг.» , 9 мая 1945 года[14];
- Медаль «За взятие Берлина», 9 мая 1945 года[15];
- Медаль «За взятие Кёнигсберга» , 9 июня 1945 года[16];
- Юбилейная медаль «30 лет Советской Армии и Флота»
- Юбилейная медаль «40 лет Вооружённых Сил СССР»
- Юбилейная медаль «50 лет Вооружённых Сил СССР»

Иностранные награды
- Орден «Легион почёта» степени командора (США, август 1944)[17].
- Легионерский орден «За заслуги» (27.05.1945)[18];

## Воинские звания
- ст. лейтенант (24.01.1936),
- капитан (06.11.1938),
- майор (6.09.1940),
- подполковник (25.10.1941),
- полковник (29.05.1942)[19],
- генерал-майор т/в (11.07.1945)[19][19].

## Память
- Имя воина увековечено в Главном Храме Вооружённых сил России, и навсегда запечатлено на мемориале «Дорога памяти» [20][19].